# František Alexander Elstner

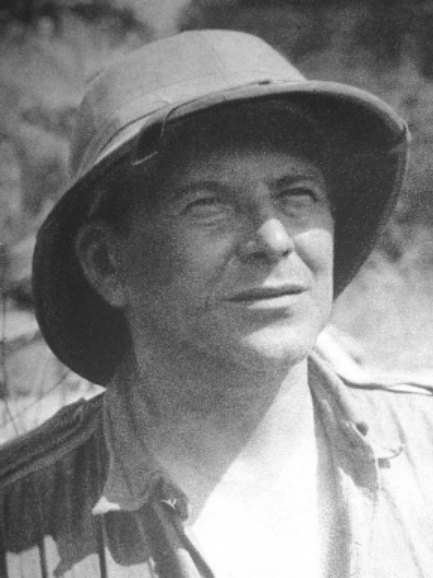
František Alexander Elstner (1947)

František Alexander Elstner (* 11. April 1902 in Královské Vinohrady bei Prag, Böhmen, Österreich-Ungarn; † 8. September 1974 in Prag) (auch František Aleksandr Elstner) war ein tschechoslowakischer Journalist und Schriftsteller.

## Leben
Elstner war seit seiner Jugend in der Pfadfinderbewegung aktiv. 1923 gründete er eine Pfadfinderschule. Später veröffentlichte er mehrere Bücher zu diesem Thema. Ab 1918 arbeitete er an verschiedenen Motorzeitschriften mit und war an der Gründung mehrerer Motorclubs beteiligt. Mit einem Motorrad samt Anhänger bereisten Elstner und seine Frau Růžena in den 1920er Jahren einen großen Teil Europas.
Im Jahr 1932 wollte der Automobilhersteller Aero die Qualität seines Modells Aero 10 durch einen Belastungstest in Form einer Langstreckenfahrt unter Beweis stellen und gewann Elstner für die Reise. Die mehr als 3300 km lange Fahrt führte von Prag über die Alpen bis zur albanischen Grenze und zurück. Nach dem erfolgreichen Abschluss dieser Fahrt wollte Elstner beweisen, dass die Aero-Fahrzeuge noch größere Belastungen aushalten konnten. Im Jahr 1933 ging die Expedition AeroSpExOr (Aero Sport Expedition Orient) durch Italien, Sizilien, Libyen, Tunesien, Algerien, Marokko und Spanien. Für diese 14.000 km lange Strecke wurden drei Aero 18 eingesetzt. Im nächsten Jahr folgte eine Expedition mit leicht abgewandelter und längerer Route (17.600 km), diesmal mit vier blau lackierten Aero 20 (das ‚Blaue Team‘). Die vier Fahrzeuge wurden von drei Damen- und einem Herrenteam gesteuert. Im Jahr 1935 führte die nächste Langstreckenfahrt mit einem Aero 30 über 7500 km nach England und Schottland.
Im Jahr 1936 bereiste Elstner mit seiner Frau in einem neuen Auto Nordamerika. Da er inzwischen für die Firma Škoda tätig war, wählte er für die dreimonatige Expedition in die USA und nach Mexiko über eine Strecke von 25.000 km einen Škoda Popular. Ein Jahr später reiste Elstner mit einem Škoda Rapid über den Balkan und Rumänien bis zum Schwarzen Meer und von dort nach Norden über die Ukraine und die Slowakei zurück. Die letzte Fahrt der Elstners vor dem Ausbruch des Zweiten Weltkrieges war eine Reise durch Südamerika 1938, wieder mit einem Škoda Popular. Der Weg führte von Buenos Aires nach Bolivien und über Uruguay zurück. Die Rückkehr nach Prag war bereits vom Münchner Abkommen überschattet.
Erst im Herbst 1947 konnte Elstner seine nächste Langstreckenfahrt unternehmen, diesmal wieder durch Nordafrika. Die Strecke führte durch die Sahara bis Cotonou und wieder zurück. Seine Wahl war dabei auf den Aero Minor gefallen. Beifahrer waren seine zweite Frau Anna und sein Sohn aus erster Ehe. Der Kleinwagen bewältigte die Strecke von 13.100 km in 22 Tagen, was einem Schnitt von 426 km pro Tag entsprach. Dies sollte für lange Zeit Elstners letzte große Reise bleiben. Nach der Machtübernahme durch die Kommunistische Partei konnte er erst 1959 wieder eine Langstreckenfahrt unternehmen – eine Werbefahrt durch die Sowjetunion im Škoda Octavia, die über 14.000 km ging.
Von 1936 bis 1941 arbeitete Elstner als Berater für Škoda, danach als Schriftsteller und Fachjournalist, mit Ausnahme der Jahre 1953 bis 1955, in denen er als Bauarbeiter arbeiten musste. Die von ihm verfassten Bücher behandelten vorwiegend seine Reisen und die Automobilkultur, häufig didaktisch für Kinder und Jugendliche aufbereitet.
Elstner starb 1974. Er ist auf dem Vinohrady-Friedhof begraben.

## Werke (Auswahl)
- ABC motoristy: Tisková služba Ligy čsl. motoristů, Prag 1933.
- Abeceda bezpečnosti: Praktické náměty pro školní vyučování s ideovým výkladem dopravního problému, Prag 1937.
- Aero, malý vůz – pro velké cesty!, Prag 1933–1934.
- Benzinové opojení: pošetilé kapitoly o lidech, kteří propadli benzinu v dobách nedávno minulých, Prag 1947.
- Cvičná křižovatka: scenario výchovného pásma, Prag 1953.
- Automobily včera, dnes a zítra, Prag 1969.
- Dobrodružné cesty světem: výbor z knih Evropan se vrací, Na jih od Bengházi a Tango Argentino, Prag 1971